# Zhi Qian
Zhi Qian (en chino tradicional, 支謙; pinyin, Zhī Qiān; fl. 222-252 d. C.) fue un laico budista chino de ascendencia Yuezhi que tradujo una gran cantidad de textos budistas indios al chino. Era nieto (o según otra fuente, hijo) de un inmigrante del país del Gran Yuezhi, un área que se superponía al menos en cierta medida con el territorio del Imperio kushán. Según la costumbre china de la época, utilizó como apellido el etnónimo «Zhi», para indicar su ascendencia extranjera.

## Vida
Nacido en el norte de China, Zhi Qian se convirtió a temprana edad en discípulo de Zhi Liang (chino: 支亮; pinyin: Zhī Liàng) que a su vez había sido discípulo del famoso traductor de las escrituras Mahāyāna, Lokakṣema(fl. c. 168-189 d. C.), también de ascendencia Yuezhi. Hacia el final de la dinastía Han, mientras el caos se extendía por el norte, Zhi Qian emigró con varias docenas de sus compatriotas al sur del reino Wu. Se estableció primero en Wuchang y luego en Jianye después del año 229 d. C. Según la biografía más antigua disponible, recogida en Chu sanzang ji ji de Sengyou, obra completada c. 518 d. C., el gobernante Wu, Sun Quan, quedó tan impresionado con las habilidades de Zhi Qian que lo nombró tutor del príncipe heredero.
Hacia el final de su vida, Zhi Qian se convirtió en upāsaka, tomó los cinco preceptos laicos y se retiró a un ambiente monástico en las montañas. Cuando murió a la edad de sesenta años (en 252 d. C. o poco después), se dice que el gobernante Wu de la época, Sun Liang, escribió una carta a la comunidad monástica lamentando su muerte.
Aunque parece probable que Zhi Qian ya hubiera comenzado a traducir textos budistas mientras estaba en la capital norteña de Luoyang, la mayor parte de su actividad de traducción se llevó a cabo en el sur. Sus traducciones, de las cuales todavía contamos con más de dos docenas en la actualidad, abarcan una amplia gama de géneros e incluyen textos Mahāyāna y no Mahāyāna. Entre ellos se encuentran varios textos āgama (es decir, sūtras no Mahāyāna correspondientes a escrituras que se encuentran en la sección sutta del canon Pāli), versos didácticos (incluida una versión del Dharmapada y del Arthapada, correspondiente al Pāli Aṭṭhakavagga), una biografía del Buda y varios sūtras Mahāyāna, de los cuales algunos de los más famosos son el Vimalakīrtinirdeśa, el Sukhāvatīvyūha más amplio (que trata sobre la Tierra Pura de Amitābha), la escritura más breve sobre la Perfección de la Sabiduría (correspondiente al sánscrito Aṣṭasāhasrikā-prajñāpāramitā), y una versión temprana de lo que posteriormente se convirtió en el Buddhāvataṃsaka.

Es en extremo difícil caracterizar el estilo de traducción de Zhi Qian, ya que el corpus de obras que se le han atribuido con seguridad abarca desde elegantes creaciones literarias, en las que la mayoría de los nombres y términos extranjeros se traducen al chino, hasta producciones mucho más engorrosas, repletas de transcripciones multisilábicas de palabras indias. Parece probable que las traducciones de este último tipo, que se asemejan a las realizadas por Lokakṣema, pertenezcan al principio de su carrera, cuando Zhi Qian todavía era miembro activo del círculo de los herederos de Lokakṣema. Las obras más literarias del corpus de Zhi Qian parecen haber sido traducidas después de su traslado al sur y comparten muchas características estilísticas con la obra de su contemporáneo del reino de Wu, Kang Senghui (fl. 247-280 d. C.). En particular, tanto Zhi Qian como Kang Senghui incluyeron con libertad terminología religiosa autóctona china en su trabajo. Un factor adicional en el caso de Zhi Qian fue el hecho de que revisó varias traducciones de sus predecesores (especialmente Lokakṣema), lo que, junto con su aparente preferencia por la variedad, puede haber contribuido a las inconsistencias en su vocabulario y estilo.